# سماسرة السراب
سماسرة السراب هو كتاب نقدي وفلسفي للمفكر المغربي بنسالم حميش, صدر  عن المركز الثقافي العربي سمة 1986. يتناول ظاهرة التلاعب بالأوهام والأحلام الزائفة في السياقات الإعلامية والاجتماعية المعاصرة. يسلط المؤلف الضوء على الكيفية التي يُسوَّق بها "السراب" عبر وسائل الإعلام ومنصات التواصل الاجتماعي، ليُصبح أداة بيد "السماسرة" الذين يستثمرون في وعي الجماهير ويعيدون تشكيله وفق أهدافهم. يحلل الكتاب ميكانيزمات السيطرة على الرأي العام من خلال تسويق وعود زائفة تُقدَّم في هيئة خلاص فردي أو جماعي، مع التركيز على البعد الرمزي والنفسي لهذا الخطاب. ويتناول العمل أيضا بنية الخطاب الإعلامي المعاصر، واستراتيجيات الإقناع والتضليل، وأثر الثقافة الاستهلاكية في خلق حاجات مصطنعة لدى الجمهور.

## محتويات الكتاب

### تعريف السراب في السياق الاجتماعي والفلسفي
يبدأ الكتاب بتقديم تعريف موسع للسراب، بعيدًا عن معناه العلمي المادي، حيث يُعتبر استعارة لأوهام الأمل والخداع التي تنسجها المجتمعات الحديثة عبر آليات إعلامية وفكرية معقدة. يُبرز المؤلف كيف يتحول السراب من مجرد ظاهرة طبيعية إلى رمز مركزي يعكس حالات الانفصال عن الواقع والخداع الذاتي والجماعي.

### شخصية "السماسرة" ودورهم في صناعة السراب
يُفصل الكتاب في تعريف "السماسرة" باعتبارهم فئات وأفراداً يمتلكون سلطة التأثير النفسي والاجتماعي، ويستخدمون وسائل متعددة مثل الإعلام، الدعاية، والتكنولوجيا الحديثة لإنتاج وتسويق هذه الأوهام. يُوضح كيف يُصاغ هذا السراب ويُدار بشكل ممنهج بهدف تحقيق مكاسب سياسية، اقتصادية، أو اجتماعية.

### أدوات التلاعب الإعلامي والتقني
يناقش الكتاب بالتفصيل الطرق التي يعتمد عليها السماسرة في نشر السراب، والتي تشمل:
- استخدام شبكات التواصل الاجتماعي لبث رسائل مزيفة أو مضللة
- استغلال الخوارزميات التي تعزز من انتشار المعلومات غير الدقيقة
- توظيف تقنيات الذكاء الاصطناعي في صناعة المحتوى الزائف (مثل الصور والفيديوهات المزيفة)
- تكتيكات التضليل الإعلامي التي تزرع الشك والريبة في عقول الجماهير

### أثر السراب على الوعي الجمعي والفردي
يُقدم المؤلف تحليلاً عميقاً لكيفية تأثير السراب على بنية الوعي الجمعي، حيث يساهم في خلق حالة من التشتت والارتباك الفكري، ويضعف القدرة على التمييز بين الحقيقة والخيال. كما يركز على تأثيرات ذلك على الفرد، مثل الشعور بالإحباط، العزلة، وعدم الثقة في الذات والمجتمع.

### دراسات حالة وتحليل وقائع اجتماعية
يتضمن الكتاب مجموعة من الدراسات التي تُبرز كيف تم استخدام السراب والسماسرة في أحداث سياسية واجتماعية بارزة، مع استعراض نماذج من بلدان عربية وعالمية، يظهر فيها التلاعب الجماهيري والوعي المزيف الذي ساهم في تشكيل سياسات خاطئة أو صراعات داخلية.

### نقد الفكر الاستهلاكي والتقني
يربط المؤلف بين ظاهرة السراب وانتشار الفكر الاستهلاكي الذي يركز على تسويق الأحلام والسلع بدلًا من القيم الحقيقية، وكذلك نقد الاعتماد المفرط على التكنولوجيا، التي تُستخدم كأداة لإنتاج الوهم وتكريس الهيمنة.

### استراتيجيات المواجهة والتوعية
في الجزء الأخير، يعرض الكتاب استراتيجيات عملية لفهم وتجنب تأثير السراب، تشمل:
- تعزيز الثقافة الإعلامية والتفكير النقدي لدى الأفراد
- تطوير برامج تعليمية لمكافحة التضليل
- تشجيع الشفافية والمصداقية في المؤسسات الإعلامية
- دعم المبادرات المجتمعية التي تركز على الحقيقة والوعي

## استقبال الكتاب ونقده
لاقى الكتاب اهتمامًا واسعًا في الأوساط الأكاديمية والاجتماعية، حيث اعتبره البعض إضافة مهمة لفهم الظواهر الاجتماعية المعاصرة. أثنى النقاد على جرأة المؤلف في تناول موضوع حساس وعصري، مع تحليله المتعمق والموثق. في المقابل، انتقد البعض غموض بعض النقاط، خاصة في جانب شخصية "السماسرة" وغياب معلومات دقيقة عن المؤلف، مما أثر على ثقة القراء.

## الأهمية والتأثير
يُعد "سماسرة السراب" من الكتب التي ساهمت في فتح نقاشات جديدة حول أهمية الوعي الإعلامي والاجتماعي في زمن التكنولوجيا الرقمية، وضرورة التسلح بالفكر النقدي لمواجهة تحديات التضليل والتشويش على الحقائق.